# SYT14
SYT14‏ (Synaptotagmin 14) هوَ بروتين يُشَفر بواسطة جين SYT14 في الإنسان.<ref name="entrez">